# 동행자 (영화)
《동행자》(Hawks)는 영국에서 제작된 로버트 엘리스 밀러 감독의 1988년 코미디, 드라마 영화이다. 티모시 달튼 등이 주연으로 출연하였고 스티브 래닝 등이 제작에 참여하였다.
런던의 찰링 크로스 병원과 네덜란드에서 촬영되었다.
뉴질랜드에서는 누드 노출, 성적 언급, 공격적인 언어로 인해 R16 등급을 받았다.

## 출연

### 주연
- 티모시 달튼
- 안소니 에드워즈

### 조연
- 자넷 맥티어
- 카밀 코두리
- 질 베넷
- 로버트 랭
- 팻 스타

## 기타
- 미술: 피터 호윗
- 의상: 캐서린 쿡
- 배역: 마가렛 반 댐
- 배역: 메리 셀웨이